# トニーニョ・セレーゾ
トニーニョ・セレーゾ (Toninho Cerezo) こと、アントニオ・カルロス・セレーゾ（ポルトガル語: Antônio Carlos Cerezo、1955年4月21日 - ）は、ブラジル・ミナスジェライス州ベロオリゾンテ出身の元サッカー選手、サッカー指導者。元ブラジル代表。現役時代のポジションはミッドフィールダー（ボランチ）。
ブラジル代表のレギュラーとして1978、1982年ワールドカップに出場したが、1986年ワールドカップは負傷で出場できなかった。強固なフィジカルやタックルだけでなく、豊富なスタミナ、長短の正確なパスを武器に活躍した。元オランダ代表のフランク・ライカールトが目標としていた選手であった。利き手は右。

## 選手経歴
1980年代にブラジル代表ではジーコ、ソクラテス、パウロ・ロベルト・ファルカンと「黄金のカルテット」を中盤で形成した。ブラジルのアトレチコ・ミネイロでプロのキャリアをスタートさせ、約10年間プレーし、ブラジル代表でも中心選手の一人として、1978年のアルゼンチンワールドカップに中心選手として出場、優勝には届かなかったが、ブラジルの3位に貢献した。1982年のスペインワールドカップにもジーコらと黄金のカルテットの一員として出場したが、セレーゾのミスパスによりロッシに得点を許し、イタリアに敗れた後、全盛期にイタリアのセリエAに渡った。

### ASローマ
ASローマではブラジル代表のチームメートであるファルカン、イタリア代表の中心選手ブルーノ・コンティ、ユベントスから移籍のボニエク、とともに中心選手の一人としてプレー。通算成績104試合25得点、2016年にはローマの殿堂入りも果たした。
1983-84シーズン、コッパ・イタリアの優勝に貢献、UEFAチャンピオンズカップ決勝進出に貢献、決勝でも先発としてプレーしたが決勝ではリヴァプールFCに敗れた。セレーゾは「試合後、ローマサポーターによるグラッツェ、ローマのサポーターソングが響いていたことは、とてもファンタスティックな光景だった。今でも、あの日のことを思い出すぐらいだ」と当時を振り返った。
1985-86シーズン、コッパ・イタリアで2度目の優勝に貢献したが、サンプドリアとの決勝第2戦でのけがのため、ブラジル代表として1986年メキシコワールドカップ出場を逃した。

### UCサンプドリア
UCサンプドリアに移り、長年にわたり中心選手として活躍、チーム初のセリエA制覇やカップウィナーズカップ獲得など、ロベルト・マンチーニ、ジャンルカ・ビアリ、ジャンルカ・パリューカらとサンプドリアの黄金期を築いた。加入前には、ACミランと仮契約を結んでいたものの、ミランが翻意したため、サンプドリアへ加入した。
1987-88シーズン、コパ・イタリア優勝に貢献。
1988-89シーズン、コパ・イタリア優勝に貢献、カップウィナーズカップ決勝の進出に貢献したがFCバルセロナに敗れた。
1989-90シーズン、負傷で決勝には出場できなかったが、カップウィナーズカップ優勝に貢献。
1990-91シーズン、怪我で多くの試合を欠場したが、7節のACミランとのゲームでは決勝点を 、26節のSSCナポリとのゲームの先制点、優勝が決定したレッチェとのゲームで先制点となるミドルシュートを決めるなど、12試合の出場ながら、チームのリーグ初優勝に重要な役割を果たした。
1991-92シーズン、UEFAチャンピオンズカップ決勝の進出に貢献、決勝でも先発出場し、ペップ・グアルディオラをよく抑えたが、ジャンルカ・ビアリが決定的チャンスを3度逃がし、FCバルセロナに敗れ、同シーズン限りでサンプドリアを退団した。サンプドリアでは216試合で25得点を記録した。

### サンパウロFC
1991-92シーズンのセリエA終了後、テレ・サンターナ元ブラジル代表監督の誘いで、母国ブラジルのサンパウロFCに所属、カフー、ミューレルらとともに、サンパウロに多くのタイトルをもたらした。
1992年、リーグ優勝、1992年12月のトヨタカップでは先発出場し、効果的なパスを再三見せるなど、優勝に貢献、同年5月のUCサンプドリア所属時にチャンピオンズカップの決勝で敗れたFCバルセロナに勝利し雪辱を果たした。
1993年、リベルタドーレスカップ優勝、トヨタカップの優勝に貢献。ACミランとの対戦では、ACミランDF陣の隙を突く鋭いパスからミューレルの決勝点となるゴールをアシスト、38歳ながら1ゴール1アシストを記録して大会MVPに選ばれた。スーペルコパスダメリカーナ、レコパカップの優勝にも貢献した。
その後は1994年にクルゼイロECでプレー、サンパウロFCへ復帰、最後はアトレチコ・ミネイロでプレー後、1997年に現役を引退した。
鹿島の監督時、親友であるマンチーニの引退試合に急遽駆け付け、MVPを受賞した。

## 指導者経歴
また、1999年にECヴィトーリアの監督に就任して当時2部のクラブを若手主体で州選手権優勝に導いた。
2000年より鹿島アントラーズの監督に就任。就任1年目にJリーグ初の年間3冠（Jリーグ年間王者、ナビスコカップ、天皇杯）に輝くなど在任中に合計5冠を獲得した。2005年シーズン終了後に勇退。6シーズンという長期政権をしいた。（2008年に当時ガンバ大阪監督の西野朗に抜かれた。）
2006年よりブラジル・グアラニFCの監督に就任したが、チームの2部降格、フロントとの衝突もあって2ヶ月で退任。
2007年2月にサウジアラビアのアル・ヒラルの監督に就任したが、成績不振により2ヶ月で解任。
2008年、UAEのアル・シャバーブ・アル・アラビークラブの監督に就任し、チームを優勝に導き、最優秀監督賞を受賞。2009年10月、成績不振を理由に解任された。
2009年12月にUAEのアル・アインFCの監督に就任したが、2010年4月15日、AFCチャンピオンズリーグ2010でFCパフタコール・タシュケントに2-3で敗れた直後に解任された。
2011年、イタリア・UCサンプドリアの強化部で一時的にスカウトを務め、その後古巣であるECヴィトーリアの監督に13年ぶりに就任。
2013年、8年ぶりに鹿島の監督に就任。第5節セレッソ大阪戦での勝利により、J1監督100勝目を史上最速で挙げた。外国人監督としてはハンス・オフトを抜いて、最速189試合目での到達となった。2014年は優勝争いをするもわずかに優勝には届かず。2015年7月21日、成績不振により解任。下位クラブへの取りこぼしや、采配のワンパターンぶりを指摘された。

## 人物・エピソード
- 現役時代から蓄えている口ひげがトレードマーク。愛称はヒゲ[4]。
- 息子のレオナルドはレア・ティー（英語版）の名前でトランスジェンダーのファッションモデルとして活躍しており、ジバンシィの女性モデルに起用された[12]。
- 長い間セレッソ大阪(CEREZO)のチーム名の由来は自身の名前からきていると信じていたという。[13]

## 個人成績
| 国内大会個人成績 | 国内大会個人成績 | 国内大会個人成績 | 国内大会個人成績 | 国内大会個人成績 | 国内大会個人成績 | 国内大会個人成績 | 国内大会個人成績 | 国内大会個人成績 | 国内大会個人成績 | 国内大会個人成績 | 国内大会個人成績 |
| 年度             | クラブ           | 背番号           | リーグ           | リーグ戦         | リーグ戦         | リーグ杯         | リーグ杯         | オープン杯       | オープン杯       | 期間通算         | 期間通算         |
| 年度             | クラブ           | 背番号           | リーグ           | 出場             | 得点             | 出場             | 得点             | 出場             | 得点             | 出場             | 得点             |
| ブラジル         | ブラジル         | ブラジル         | ブラジル         | リーグ戦         | リーグ戦         | ブラジル杯       | ブラジル杯       | オープン杯       | オープン杯       | 期間通算         | 期間通算         |
| ---------------- | ---------------- | ---------------- | ---------------- | ---------------- | ---------------- | ---------------- | ---------------- | ---------------- | ---------------- | ---------------- | ---------------- |
| 1972             | アトレチコ-MG    |                  |                  | 3                | 0                |                  |                  |                  |                  |                  |                  |
| 1973             | アトレチコ-MG    |                  |                  | 4                | 0                |                  |                  |                  |                  |                  |                  |
| 1973             | ナシオナル-AM    |                  |                  | 20               | 3                |                  |                  |                  |                  |                  |                  |
| 1974             | アトレチコ-MG    |                  |                  | 5                | 0                |                  |                  |                  |                  |                  |                  |
| 1975             | アトレチコ-MG    |                  |                  | 12               | 0                |                  |                  |                  |                  |                  |                  |
| 1976             | アトレチコ-MG    |                  |                  | 19               | 2                |                  |                  |                  |                  |                  |                  |
| 1977             | アトレチコ-MG    |                  |                  | 18               | 0                |                  |                  |                  |                  |                  |                  |
| 1978             | アトレチコ-MG    |                  |                  |                  |                  |                  |                  |                  |                  |                  |                  |
| 1979             | アトレチコ-MG    |                  |                  | 8                | 1                |                  |                  |                  |                  |                  |                  |
| 1980             | アトレチコ-MG    |                  |                  | 19               | 4                |                  |                  |                  |                  |                  |                  |
| 1981             | アトレチコ-MG    |                  |                  | 9                | 3                |                  |                  |                  |                  |                  |                  |
| 1982             | アトレチコ-MG    |                  |                  | 3                | 0                |                  |                  |                  |                  |                  |                  |
| 1983             | アトレチコ-MG    |                  |                  | 11               | 2                |                  |                  |                  |                  |                  |                  |
| イタリア         | イタリア         | イタリア         | イタリア         | リーグ戦         | リーグ戦         | イタリア杯       | イタリア杯       | オープン杯       | オープン杯       | 期間通算         | 期間通算         |
| 1983-84          | ローマ           |                  | セリエA          | 30               | 6                |                  |                  |                  |                  |                  |                  |
| 1984-85          | ローマ           |                  | セリエA          | 22               | 3                |                  |                  |                  |                  |                  |                  |
| 1985-86          | ローマ           |                  | セリエA          | 18               | 4                |                  |                  |                  |                  |                  |                  |
| 1986-87          | サンプドリア     |                  | セリエA          | 28               | 3                |                  |                  |                  |                  |                  |                  |
| 1987-88          | サンプドリア     |                  | セリエA          | 28               | 3                |                  |                  |                  |                  |                  |                  |
| 1988-89          | サンプドリア     |                  | セリエA          | 29               | 2                |                  |                  |                  |                  |                  |                  |
| 1989-90          | サンプドリア     |                  | セリエA          | 21               | 2                |                  |                  |                  |                  |                  |                  |
| 1990-91          | サンプドリア     |                  | セリエA          | 12               | 3                |                  |                  |                  |                  |                  |                  |
| 1991-92          | サンプドリア     |                  | セリエA          | 27               | 1                |                  |                  |                  |                  |                  |                  |
| ブラジル         | ブラジル         | ブラジル         | ブラジル         | リーグ戦         | リーグ戦         | ブラジル杯       | ブラジル杯       | オープン杯       | オープン杯       | 期間通算         | 期間通算         |
| 1992             | サンパウロ       |                  |                  |                  |                  |                  |                  |                  |                  |                  |                  |
| 1993             | サンパウロ       |                  |                  | 13               | 1                |                  |                  |                  |                  |                  |                  |
| 1994             | サンパウロ       |                  |                  | 10               | 3                |                  |                  |                  |                  |                  |                  |
| 1995             | パウリスタ       |                  | 3部              |                  |                  |                  |                  |                  |                  |                  |                  |
| 1995             | サンパウロ       |                  |                  | 8                | 0                |                  |                  |                  |                  |                  |                  |
| 1996             | アトレチコ-MG    |                  |                  |                  |                  |                  |                  |                  |                  |                  |                  |
| 1996             | アメリカ-MG      |                  | 2部              |                  |                  |                  |                  |                  |                  |                  |                  |
| 通算             | ブラジル         | ブラジル         |                  |                  |                  |                  |                  |                  |                  |                  |                  |
| 通算             | イタリア         | イタリア         | セリエA          |                  |                  |                  |                  |                  |                  |                  |                  |
| 総通算           |                  |                  |                  |                  |                  |                  |                  |                  |                  |                  |                  |

## 代表歴
- 1977年 - 1985年 ブラジル代表
  - 1978年 - FIFAワールドカップ (3位)
  - 1980年 - ムンディアリート (準優勝)
  - 1982年 - FIFAワールドカップ

### 試合数
- 国際Aマッチ 57試合 5得点（1977年-1985年）[14]

| ブラジル代表 | 国際Aマッチ | 国際Aマッチ |
| 年           | 出場        | 得点        |
| ------------ | ----------- | ----------- |
| 1977         | 11          | 2           |
| 1978         | 11          | 0           |
| 1979         | 2           | 0           |
| 1980         | 6           | 1           |
| 1981         | 13          | 2           |
| 1982         | 9           | 0           |
| 1983         | 0           | 0           |
| 1984         | 0           | 0           |
| 1985         | 5           | 0           |
| 通算         | 57          | 5           |

## 獲得タイトル

### 選手
ナシオナルFC
- カンピオナート・アマゾネンセ：1回 (1974)

アトレチコ・ミネイロ
- カンピオナート・ミネイロ：7回 (1976, 1978, 1979, 1980, 1981, 1982, 1983)

ASローマ
- コッパ・イタリア：2回 (1984, 1986)

UCサンプドリア
- セリエA：1回 (1990-91)
- コッパ・イタリア：2回 (1988, 1989)
- UEFAカップウィナーズカップ：1回 (1989-90)

サンパウロFC
- カンピオナート・パウリスタ：1回 (1992)
- トヨタカップ：2回 (1992, 1993)
- コパ・リベルタドーレス：1回 (1993)
- スーペルコパ・スダメリカーナ：1回 (1993)
- レコパ・スダメリカーナ：2回 (1993, 1994)
- トヨタカップ最優秀選手賞：1回 (1993)

### 指導者
鹿島アントラーズ
- Jリーグ ディビジョン1：2回 (2000, 2001)
- ヤマザキナビスコカップ：2回 (2000, 2002)
- 天皇杯：1回 (2000)
- A3チャンピオンズカップ：1回 (2003)
- スルガ銀行チャンピオンシップ：1回 (2013)
- Jリーグ優勝監督賞：2回 (2000, 2001)

アル・シャバーブ・アル・アラビークラブ
- UAEリーグ：1回 (2007-08)